# 洛格莫澤羅湖
洛格莫澤羅湖是俄羅斯的湖泊，由卡累利阿共和國負責管轄，長6.5公里、寬3.2公里，面積16.1平方公里，集水區面積10,300平方公里，海拔高度33米，湖水從舒亞河注入。